# Die Erschaffung Adams
Die Erschaffung Adams ist ein zwischen 1508 und 1512 geschaffenes Deckenfresko von Michelangelo Buonarroti in der Sixtinischen Kapelle in Rom. Es ist eines von neun Einzelfresken der Decke der Kapelle, welche Szenen aus dem Buch Genesis, insbesondere der Schöpfungsgeschichte, darstellen. Es zeigt, wie Gottvater mit ausgestrecktem Zeigefinger Adam zum Leben erweckt. Das Bild wie auch sein zentraler Bereich der sich beinahe berühenden Finger wurden oft reproduziert und Teil der Populärkultur.

## Beschreibung
Das 2,80 m × 5,70 m große Bild zeigt auf der linken Seite den nackten Adam, auf einem Hang liegend. Sein Kopf, Oberkörper und linker Arm weisen in die Bildmitte bzw. sind dem herannahenden Gottvater zugewandt. Adam streckt seinen linken Zeigefinger aus, um Gott zu erreichen.
Die rechte Bildhälfte zeigt Gottvater in Gestalt eines erwachsenen Mannes fortgeschrittenen Alters, schwebend, in einem hellen, bis auf Kniehöhe reichenden Gewand. Er wirkt kraftvoller und anmutiger als der eher matte Adam und streckt diesem seinen rechten Arm und Zeigefinger entgegen, um den Lebensfunken auf ihn überspringen zu lassen.
Gott ist von zwölf Putten umgeben, die ihn dicht umringen, die meisten von ihnen schauen Richtung Adam. Unter dem linken Arm des Schöpfers hervor schaut eine junge weibliche Gestalt in Richtung Adam. Die ganze Gruppe ist im Hintergrund von einem großen roten Tuch umschlossen. Der grüne Schal der jungen Frau flattert unterhalb in der Luft.

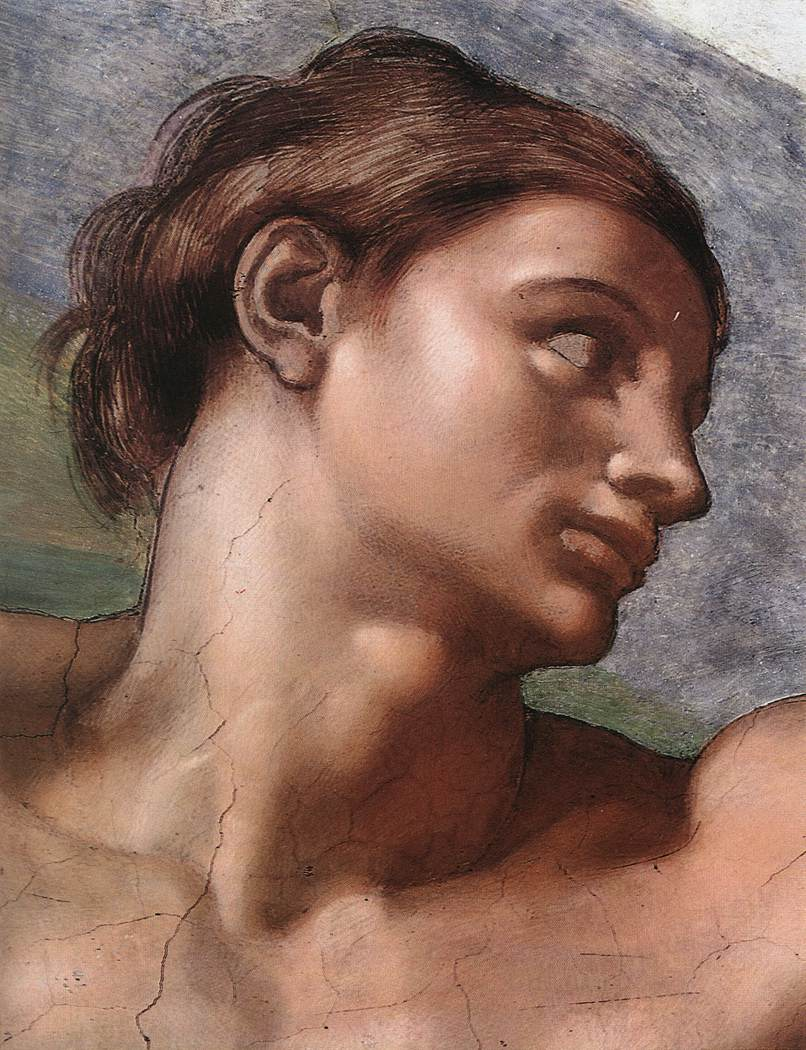
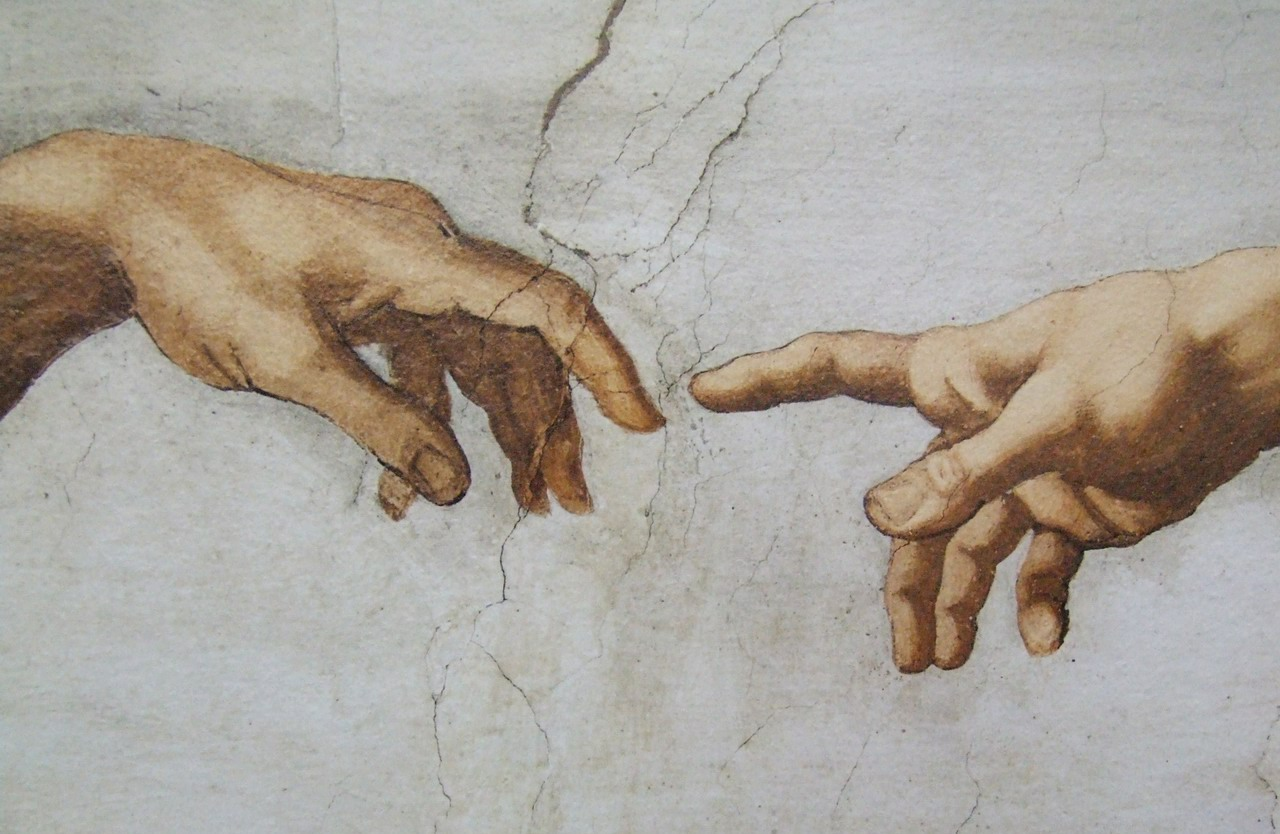
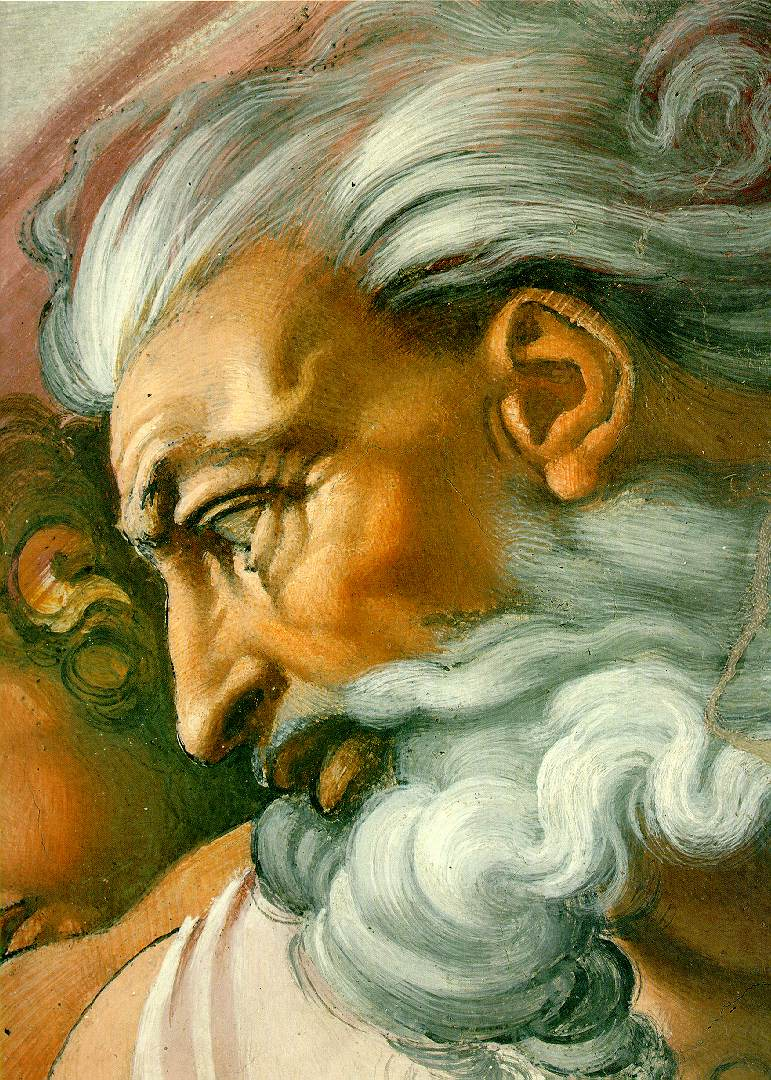

## Entstehung und Kontext

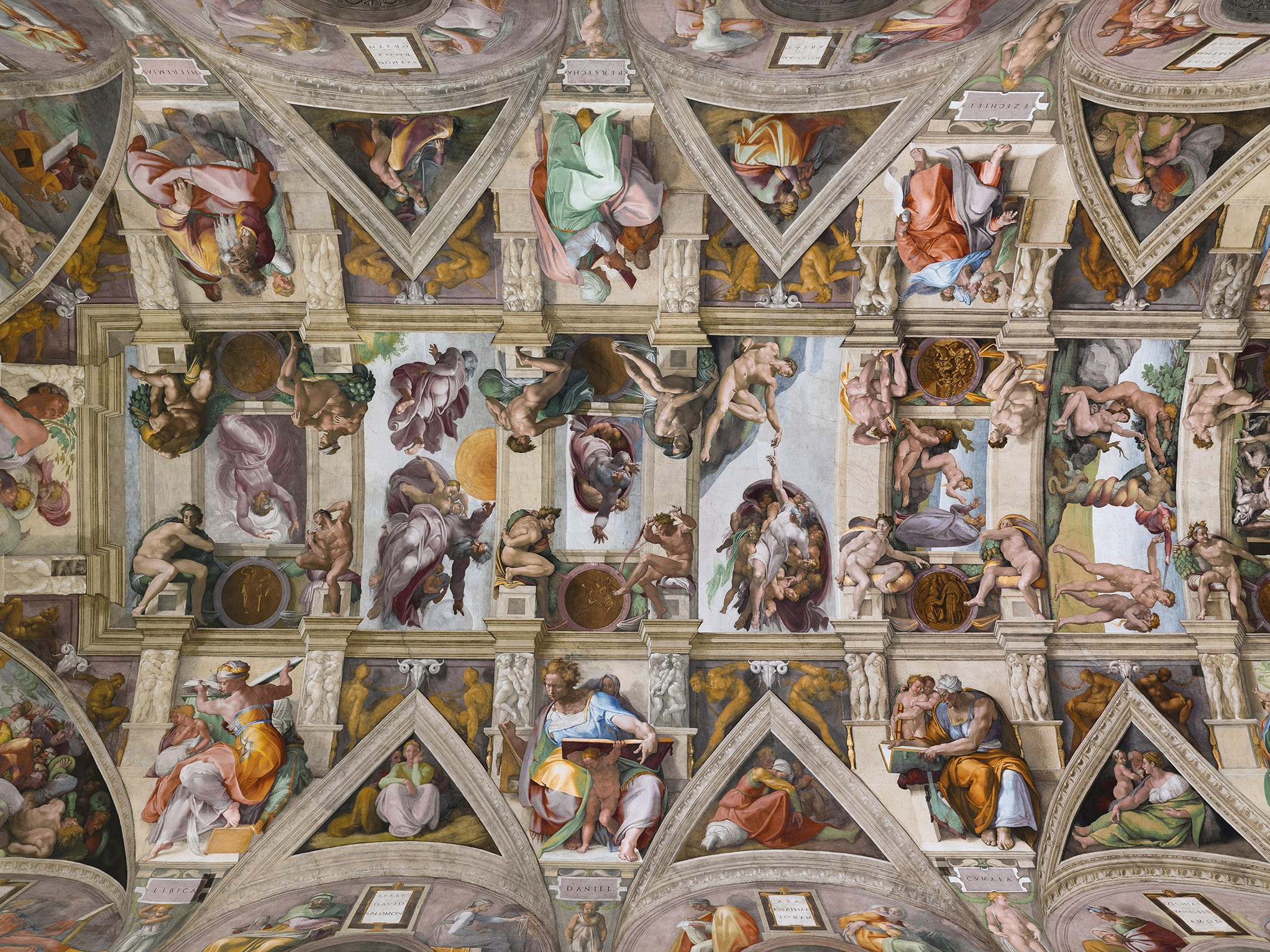
Teil der Decke der Sixtinischen Kapelle, etwa mittig Die Erschaffung Adams

Die neben dem Petersdom gelegene Sixtinische Kapelle wurde von 1475 bis 1483 errichtet. Papst Julius II. beauftragte für die Ausgestaltung ihrer Decke Michelangelo Buonarroti, einen der bedeutendsten Künstler der italienischen Hochrenaissance.
Im zentralen Bereich der insgesamt 520 m² großen Decke schuf Michelangelo neun Darstellungen von Begebenheiten aus Gen 1–9 , zwei mal drei aus der Schöpfungsgeschichte und drei aus dem Leben Noahs. Die zentralen drei Bilder zeigen die Erschaffung Adams, die Erschaffung Evas sowie Der Sündenfall und die Vertreibung aus dem Paradies. Dabei korrespondiert Die Erschaffung Adams mit der Bibelstelle Gen 1,27: „Gott erschuf den Menschen als sein Bild, als Bild Gottes erschuf er ihn.“ Die Deckengemälde wurden am Vorabend des Allerheiligenfestes 1512 enthüllt.
Das Fresko ist heute wie die gesamte Sixtinische Kapelle Teil der Vatikanischen Museen. Im Zuge einer umfangreichen Restaurierung der Decke von 1982 bis 1994 wurde auch die Erschaffung Adams von Ruß und anderem Schmutz befreit und eine lange nicht gesehene Farbigkeit und Helligkeit hergestellt.

### Darstellungen Gottes und des Schöpfungsaktes
Darstellungen Gottes in Menschengestalt, in der Schöpfungsgeschichte, wurden schon vor Michelangelo geschaffen, so etwa das Fresko von Bartolo di Fredi (1367) in der Kirche Collegiata Santa Maria Assunta in San Gimignano. Die von Jacopo della Quercia geschaffenen Reliefs am Hauptportal der Basilika San Petronio in Bologna (vor 1438) kannte Michelangelo. Wie in diesen zeigt auch das Gemälde Die Schöpfung und die Vertreibung aus dem Paradies von Giovanni di Paolo (1445) Gott mit deutlicher Geste der rechten Hand, hier herbeischwebend, auf den von ihm geschaffenen Kosmos weisend. In der Forschung wurde gleichwohl in „Michelangelos suggestive[r] Interpretation der Erschaffung Adams (...) eine bisher nie dagewesene Originalität der Erfindung“ gesehen.
In seiner Deckenbemalung der Sixtinischen Kapelle ist auch in den ersten drei Bildern sowie im fünften Gott im Schöpfungsakt dargestellt, insbesondere das zweite zeigt ihn ebenfalls in den Lüften mit befehlendem Gestus.

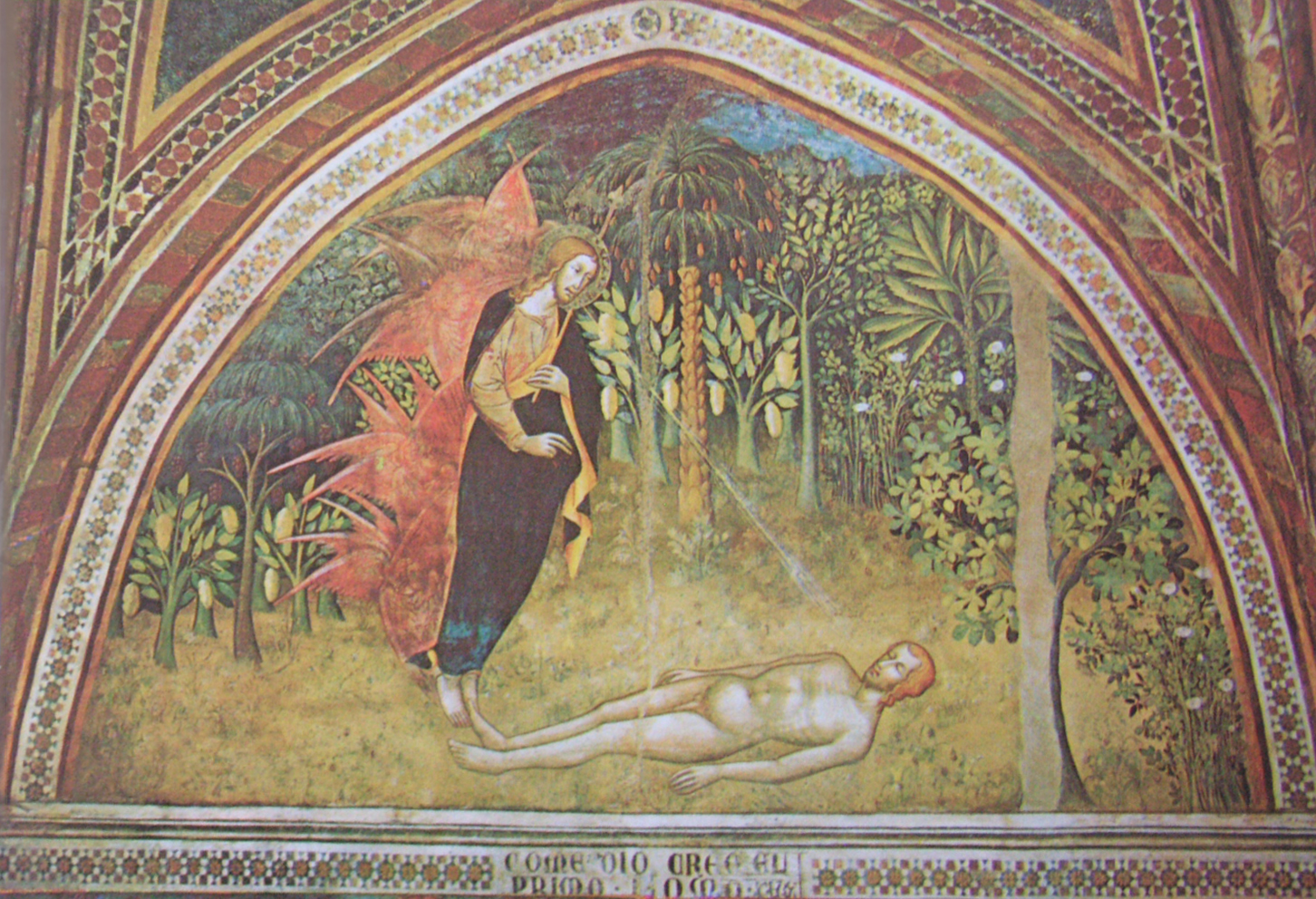
Erschaffung Adams, Bartolo di Fredi, 1367
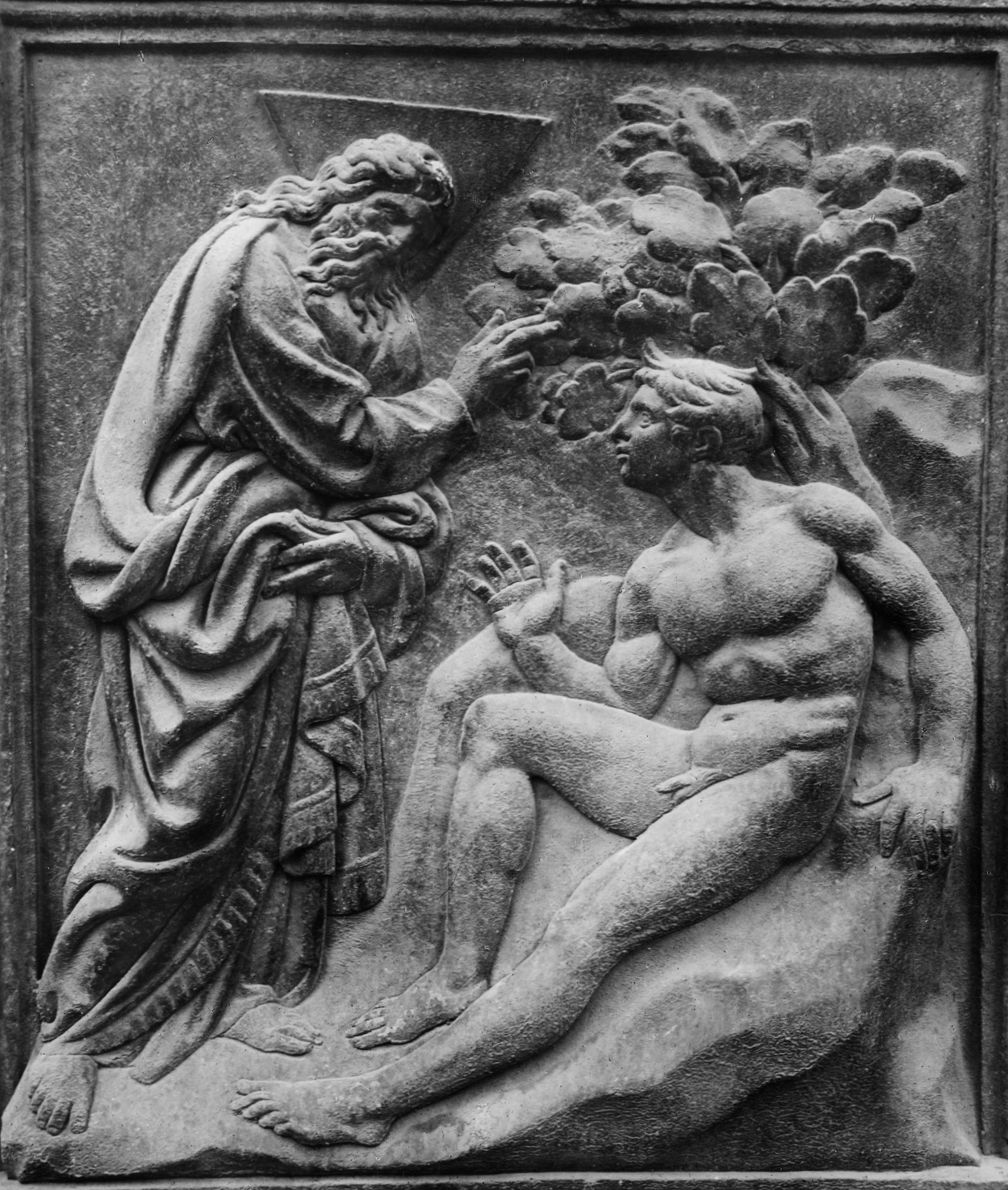
Erschaffung Adams, Jacopo della Quercia, 1438
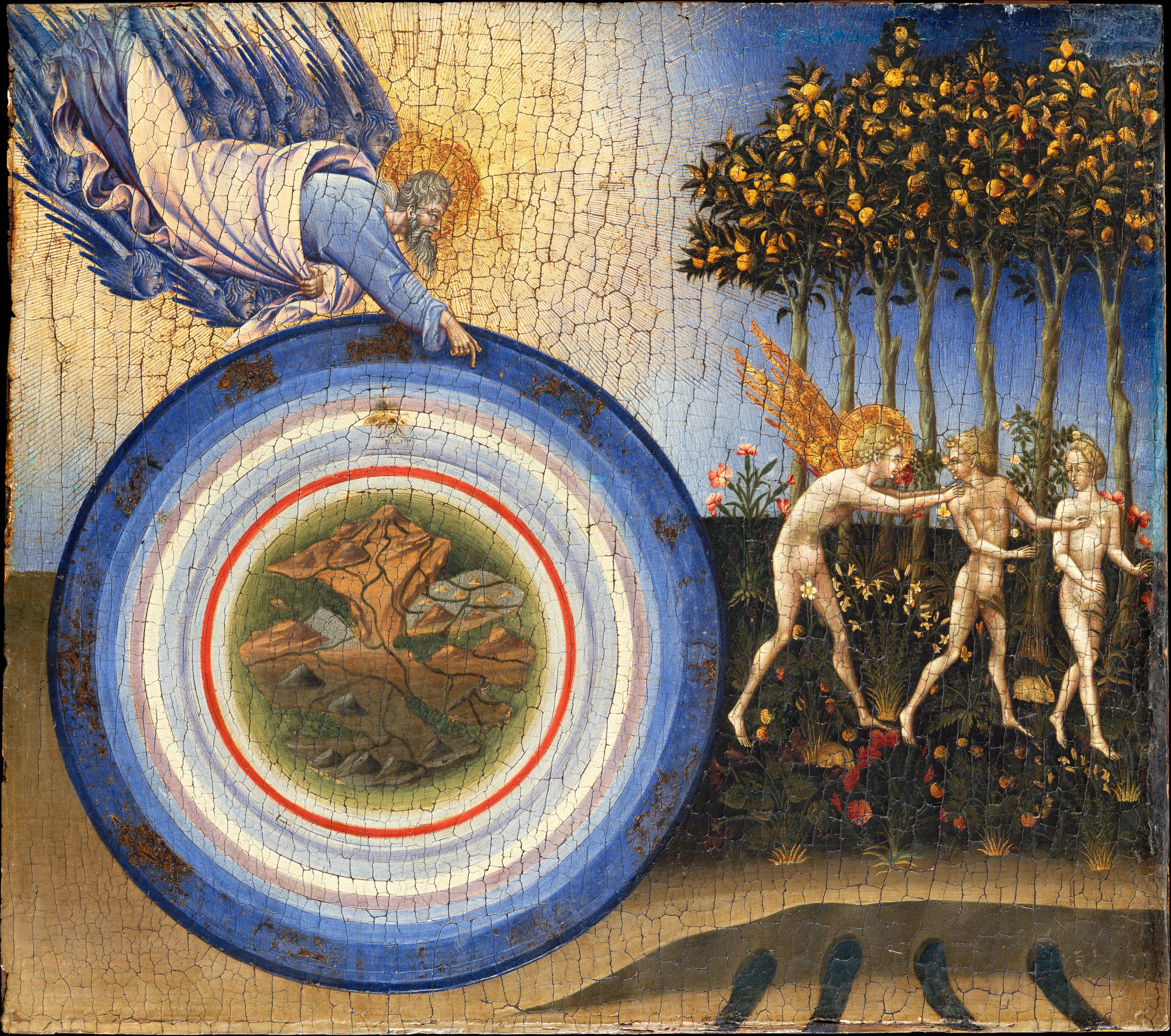
Die Schöpfung und die Vertreibung aus dem Paradies, Giovanni di Paolo, 1445
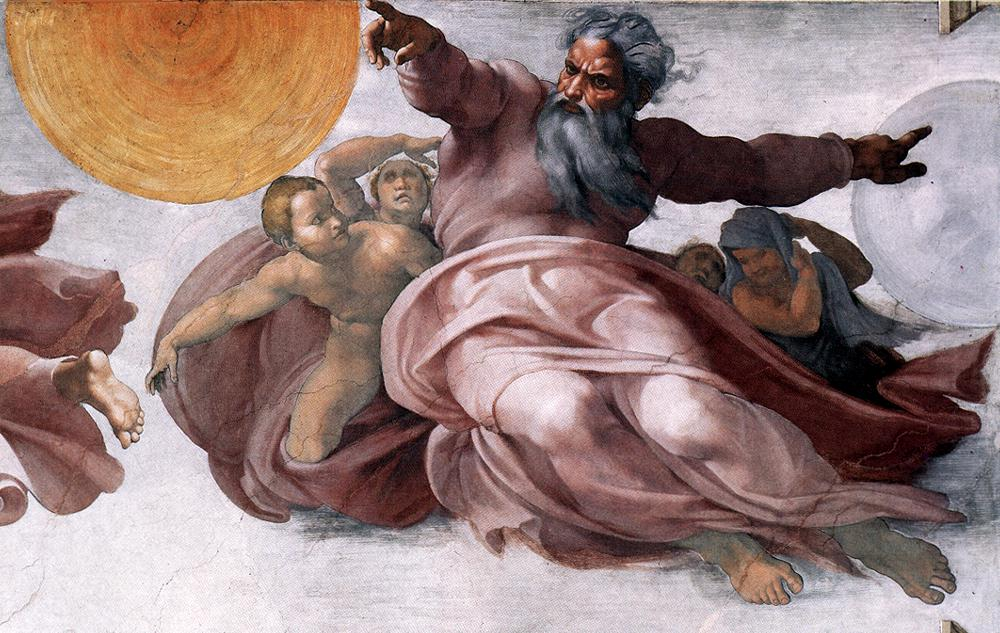
Die Erschaffung der Sonne, des Mondes und der Pflanzen, Michelangelo, 1512 (Ausschnitt)

## Interpretationen
In seiner Analyse des Bildes weist der Kunsthistoriker Gosbert Schüßler darauf hin, dass die Bewegung Gottes und seine Schöpfungsgeste der abendländischen Leserichtung entgegenläuft und so eine „erhöhte kompositorische Bedeutung [gewinnt]: wohlwollende Nähe und im gleichen Augenblick erhabener, unüberbrückbarer Abstand, göttliche Eile und zum selben Zeitunkt vollkommenes, transzendentes Innehalten (...)“ Der rechte Arm Gottes ist dabei, anders als seine Oberbekleidung annehmen lässt, entblößt. Seit den Kirchenvätern ist in der Tradition der Finger der Rechten Gottes Sinnbild des Heiligen Geistes, seit dem Mittelalter steht in der Auslegung der kraftvolle Arm Gottes für Christus, sodass Michelangelo auf eine trinitatische Aussage abgezielt habe.
Nach dem Kunsthistoriker Rudolf Kuhn ist, früheren Deutungen folgend, die weibliche Gestalt unter dem Arm Gottes die Sophia (Weisheit), entsprechend Spr 8,22ff. .
Untersuchungen des Neuromediziners Frank Meshberger zufolge soll die Komposition der Gruppe mit Gottvater bis ins farbige Detail hinein einem Querschnitt des menschlichen Gehirns entsprechen. Andere sehen einen Uterus.

## Rezeption
Die Deckenbemalung der Sixtinischen Kapelle durch Michelangelo erfuhr schon durch seine Zeitgenossen große Anerkennung. Zunächst stand dabei die Darstellung des Noah auf dem 7. bis 9. Bild im Mittelpunkt der Bewunderung. Im Laufe der Jahrhunderte entwickelte sich die Erschaffung des Adam zum Gegenstand nachhaltigen Interesses.

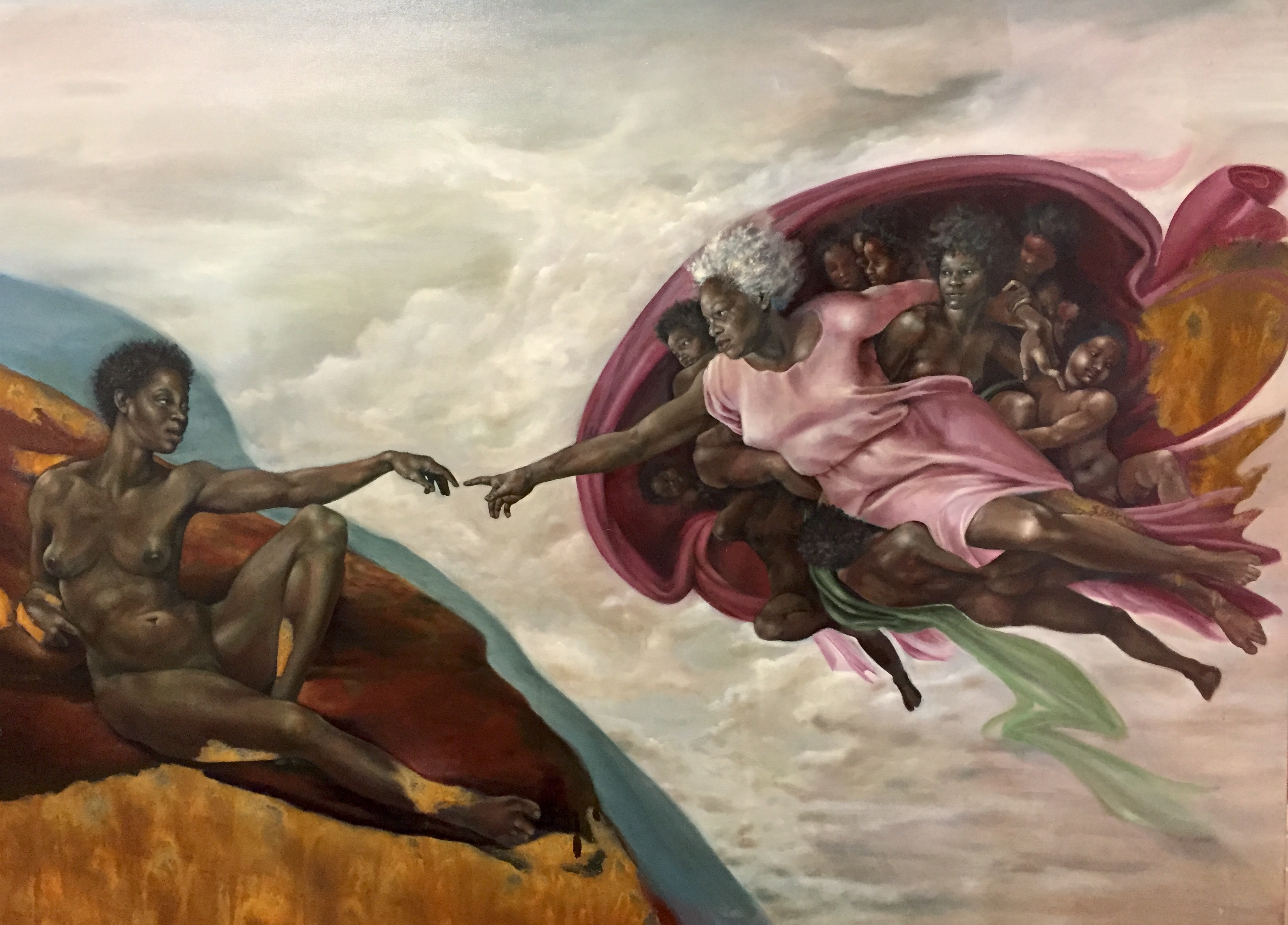
Harmonia Rosales: Creation of God, Öl auf Leinwand, 2017

Das Bild wurde im 20. Jahrhundert äußerst populär. Häufig werden auch nur die beiden Hände als Ausschnitt reproduziert. Es findet sich auf Kunstdrucken, in popkulturellen und künstlerischen Bearbeitungen, auf Briefmarken und als Graffito.
Der jungen Frau unter dem Arm Gottes widmete C. F. Meyer 1882 das Gedicht „Die Jungfrau“.

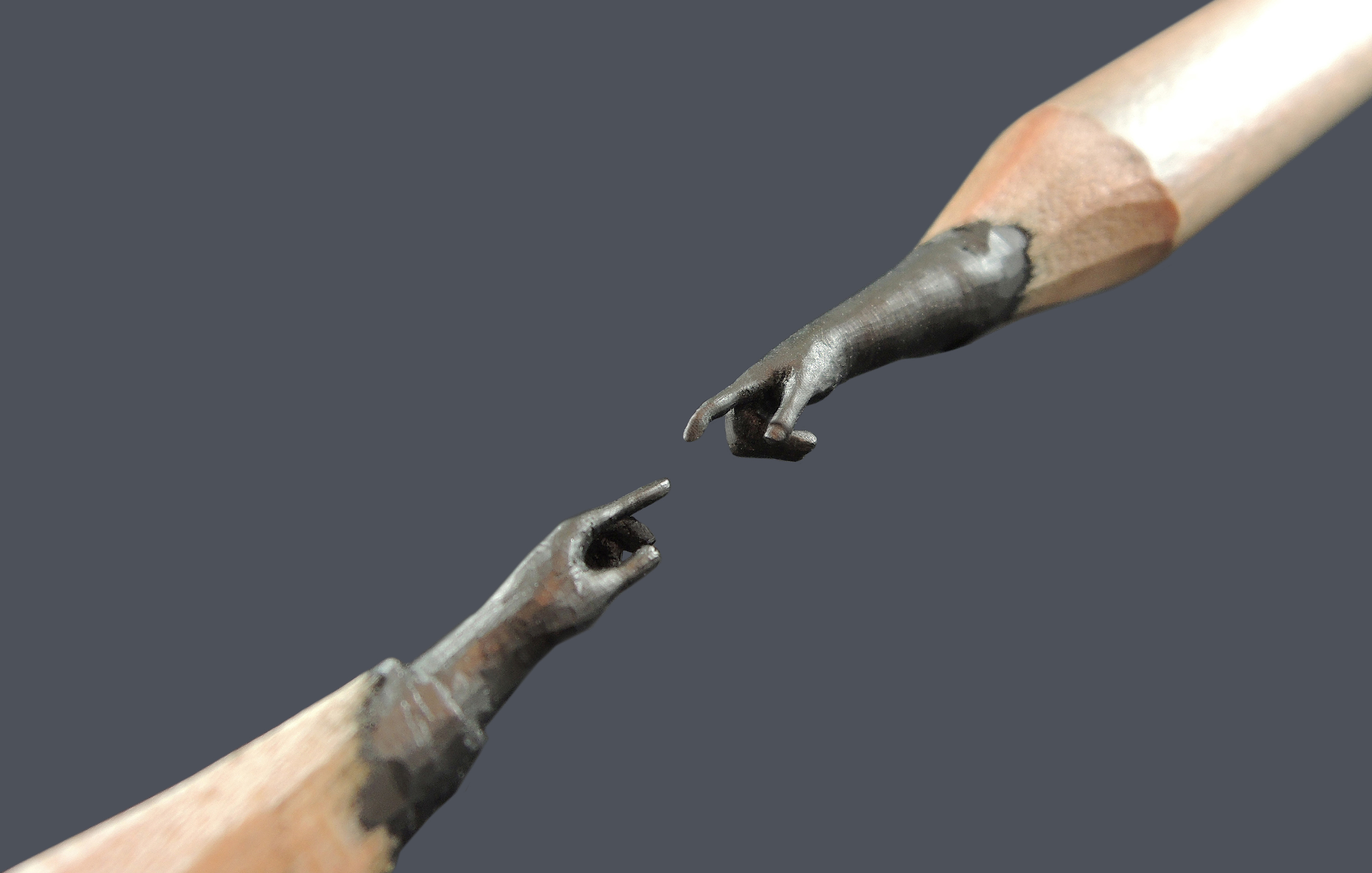
Jasenko Đorđević: Die Erschaffung Adams, 2 Bleistifte, 2016

Das Gemälde wurde in dem Bild „Touched by His Noodly Appendage“ parodiert - statt Gottvater sieht man das Fliegende Spaghettimonster.
Das Albumcover von Fathers and Sons von Muddy Waters zeigt einen älteren schwarzen und einen jüngeren weißen Mann, deren Finger kurz davor sind sich zu berühren, bezugnehmend auf das musikalische Zusammengehen älterer afroamerikanischer Bluesmusiker mit jüngeren weißen Rockmusikern in den 1960er Jahren.
2023 war das Bildnis auf einer 20-Euro-Sammlermünze des Vatikans dargestellt.